# Mansoûra
Mansoûra är en ort i Algeriet.   Den ligger i provinsen Tlemcen, i den nordvästra delen av landet, 500 km sydväst om huvudstaden Alger. Mansoûra ligger 894 meter över havet och antalet invånare är 52 285.
Terrängen runt Mansoûra är lite bergig, och sluttar norrut. Runt Mansoûra är det ganska tätbefolkat, med 96 invånare per kvadratkilometer. Närmaste större samhälle är Tlemcen, 2,9 km nordost om Mansoûra. Omgivningarna runt Mansoûra är i huvudsak ett öppet busklandskap.